# Karl Lohmeyer (historien)
Ne doit pas être confondu avec Karl Lohmeyer (historien de l'art).
Karl Heinrich Lohmeyer (né le 24 septembre 1832 à Gumbinnen et mort le 15 mai 1909 à Königsberg) est un historien prussien.

## Carrière
Lohmeyer est issu d'une famille modeste. Ses parents sont Gustav Lohmeyer et Mathilde née Blaß. Il est né sans bras. Avec le soutien de la famille royale, il reçoit l'enseignement à domicile, étudie à l'école primaire à l'âge de 10 ans, à l'école Frédéric, puis enfin à l'université de Königsberg à partir de 1848 et obtient son doctorat en 1857. Il enseigne comme maître de conférences à partir de 1866 et devient professeur associé en 1873.
Dès 1862, il est membre correspondant de la Société d'histoire et d'antiquité des provinces baltes de Russie (de), a rendu des services remarquables à la recherche historique dans l'ancienne Prusse et est membre de l'Allgemeine Deutsche Biographie.
Il écrit avec sa plume entre ses dents. Son enseignement et son approche représentent un changement de paradigme de l'historiographie romantique de Johannes Voigt vers l'école critique des sources. Pour poursuivre ses objectifs, il fonde l'Association pour l'Histoire de la Province de Prusse. Ses principaux domaines d'activité sont l'enseignement du document et la paléographie.
En 1892, Lohmeyer se retrouve au cœur d'une polémique publique après avoir accusé - tout comme l'historien Caro - l'archiviste Christian Meyer, auteur d'une "Histoire de la province de Posnanie", de plagiat et de falsification de l'histoire.

## Publications
- Ost- und Westpreußen (= Allgemeine Staatengeschichte. Abt. 3: Deutsche Landesgeschichten; 1). Bd. 1: Bis 1411. Perthes, Gotha 1880  = Google Books; 2. Auflage 1881 Pommersche digitale Bibliothek, Google Books; 3., verbesserte und erweiterte Auflage 1908  =  Google Books
- Ueber den Namen der Stadt Danzig. In: Zeitschrift des Westpreussischen Geschichtsvereins, Heft VI, Bertling, Danzig 1882, S. 149–154 (Digitalisat)
- Herzog Albrecht von Preussen. Eine biographische Skizze. Festschrift zum 17. Mai 1890. Kasemann, Danzig 1890 Google Books
- mit Alfred Thomas: Hilfsbuch für den Unterricht in der deutschen und brandenburgisch-preußischen Geschichte vom Ausgange der Mittelalters bis zur Jetztzeit für die mittleren Klassen höherer Lehranstalten. 2. Auflage, Buchhandlung des Waisenhauses, Halle a. S. 1892 Google Books; 4. Auflage 1894 gei digital
- Kaspars von Nostitz (de) Haushaltungsbuch des Fürstenthums Preussen 1578. Ein Quellenbeitrag zur politischen und Wirthschaftsgeschichte Altpreussens. Duncker & Humblot, Leipzig 1893 IA = Google Books
- Zur altpreussischen Geschichte. Aufsätze und Vorträge. Perthes, Gotha 1907 IA = Google Books, Google Books